# Argentina de fiesta
Argentina de fiesta es un cortometraje documental de Argentina en colores dirigida por Enrique Cahen Salaberry que se estrenó en 1953 y tiene como tema la visita que el presidente chileno Carlos Ibáñez del Campo realizó en julio de ese año a la Argentina. Fue producida por la Secretaría de Prensa y Difusión de la Presidencia de la Nación, cuyo titular en ese momento era Raúl Apold.

## Premio
La Academia de Artes y Ciencias Cinematográficas de la Argentina otorgó una mención especial en 1954 a la Secretaría de Prensa y Difusión de la Presidencia de la Nación por la producción de este filme.	